# Frederico Chaves Guedes
Frederico Chaves Guedes (Teófilo Otoni, Minas Gerais, Brasil, 3 de octubre de 1983), más conocido como Fred, es un exfutbolista profesional brasileño que jugaba en la posición de delantero. Es el segundo máximo goleador del Fluminense con 199 goles en 382 partidos jugados y 47 asistencias, equipo con el que ganó 6 títulos.
Anotó el gol más rápido en la historia del fútbol brasileño cuando jugaba en el América Mineiro, contra de Vila Nova durante un partido de la Copa São Paulo de Juniores. El gol fue anotado 3,17 segundos después de iniciado el partido.

## Trayectoria

### América Mineiro y Cruzeiro
Fred pasó 4 temporadas en el América Mineiro, con el que marcó 43 goles en 48 partidos. A mediados de la temporada 2004 fichó por el Cruzeiro, con el que anotó 40 goles en 43 partidos durante la temporada 2004/05.

### Olympique de Lyon
En el verano de 2005 fichó por el campeón de Francia, el Olympique de Lyon, por 15 millones de euros. 
Fue el segundo mayor goleador en la Ligue 1 la temporada 2005-06, y ganó su primer campeonato con el Lyon. 
En la temporada 2006/07, pese a que se perdió dos meses por una lesión, anotó 11 goles en 20 partidos y fue el máximo goleador del equipo, con el que también ganó el campeonato esa temporada.
En la temporada 2007/08 Fred se lesionó jugando con la selección de Brasil durante un partido de clasificación para la Copa América de 2007. Volvió a jugar en octubre de 2007, pero con la competencia de los nuevos fichajes del equipo Milan Baroš y Karim Benzema, Fred solo fue titular en liga en 13 partidos y participó en un total de 21 encuentros en los que marcó 7 goles. 
En la temporada 2008/09, Fred jugó 15 partidos de 20 posibles. Su último partido con el Lyon fue el 10 de enero de 2009. El 26 de febrero de 2009 rescindió su contrato con el club francés.
Durante su estancia en Francia marco un total de 34 goles en 88 partidos, con una media de 0,39 goles por partido.

### Fluminense
Después de ser liberado por el Lyon, fichó por el club brasileño Fluminense por los siguientes 5 años. El contrato contiene una cláusula que obliga al club a liberar al jugador si algún club europeo ofrece 2,5 millones de euros y el jugador desea partir.
Fred marcó dos goles en su debut con Fluminense el 15 de marzo de 2009 contra el Macaé, en partido que finalizó con marcador de 3-1. Fred ayudó a Fluminense a escapar del descenso en 2009 y, posteriormente, fue el líder del equipo que ganó el Campeonato Brasileiro Série A de 2010. Más tarde, en julio de 2011, rompió el récord de más goles en el Brasileiro cuando anotó un doblete contra Bahía, lo que elevó su cuenta a 44 goles. El récord lo ostentaba anteriormente Magno Alves. El 11 de noviembre de 2012, Fred anotó dos goles en la victoria por 3-2 sobre el Palmeiras, ganando el Campeonato Brasileiro Série A 2012 para Fluminense. Fred casi deja el club después de desacuerdos con el entrenador Levir Culpi en abril de 2016, pero finalmente se quedó. 

### Atlético Mineiro
El 8 de junio de 2016, el presidente de Atlético Mineiro, Daniel Nepomuceno, anunció en su cuenta de Twitter que el club había fichado a Fred. El jugador acordó un contrato de dos años con el club, según sus representantes de prensa. Fred hizo su debut en el Atlético el 12 de junio de 2016 en el Clásico Mineiro contra Cruzeiro. Marcó y celebró contra su antiguo club en la derrota por 2-3 en el Estádio Independência. Fred fue el máximo goleador del Campeonato Brasileiro Série A 2016, junto con otros dos jugadores, con 14 goles. Logró la hazaña por tercera vez en su carrera, que es un récord (también compartido, con Romário, Túlio Maravilha y Dadá Maravilha).

### Regreso a Cruzeiro
El 23 de diciembre de 2017, Fred y el Atlético acordaron la rescisión de su contrato y el mismo día se anunció su regreso al Cruzeiro, 12 años después de su marcha original. Hizo su segundo debut con el club el 17 de enero de 2018, en el partido inaugural de la temporada contra el Tupi en el Estadio Mineirão en el Campeonato Mineiro, que terminó con una victoria por 2-0 para el Cruzeiro.

### Regreso a Fluminense
El 31 de mayo de 2020, Fred se reincorporó a Fluminense con un contrato de dos años.
El 9 de julio de 2022 anunció su retiro del fútbol profesional, luego de la victoria de su equipo 2-1 frente al Ceará.

## Selección nacional
Fred debutó con la selección de Brasil el 27 de abril de 2005 en un partido amistoso contra Guatemala, y anotó su primer gol el 12 de noviembre de 2005 en un encuentro amistoso contra Emiratos Árabes Unidos en el que marcó dos goles y donde Brasil ganó 8-0. 
Aunque no jugó en ningún partido de clasificación, Fred fue seleccionado para la Copa Mundial de Fútbol de 2006. Su primer gol en el mundial fue el segundo en la victoria por 2-0 frente a Australia el 18 de junio de 2006. También sería convocado para la Copa América 2007, donde Brasil salió campeón pero Fred no disputó ningún partido.
El 24 de abril de 2014, el entrenador de la selección brasileña, Luiz Felipe Scolari, confirmó que Fred estaría entre los 23 jugadores que representaría a Brasil en la Copa Mundial de Fútbol de 2014. Su inclusión fue ratificada el 7 de mayo de 2014 cuando Scolari publicó la lista final jugadores. Renunció a la selección a causa de su bajo rendimiento, luego de la apabullante eliminación ante Alemania por 1-7.

### Participaciones en Copa Mundial de Fútbol

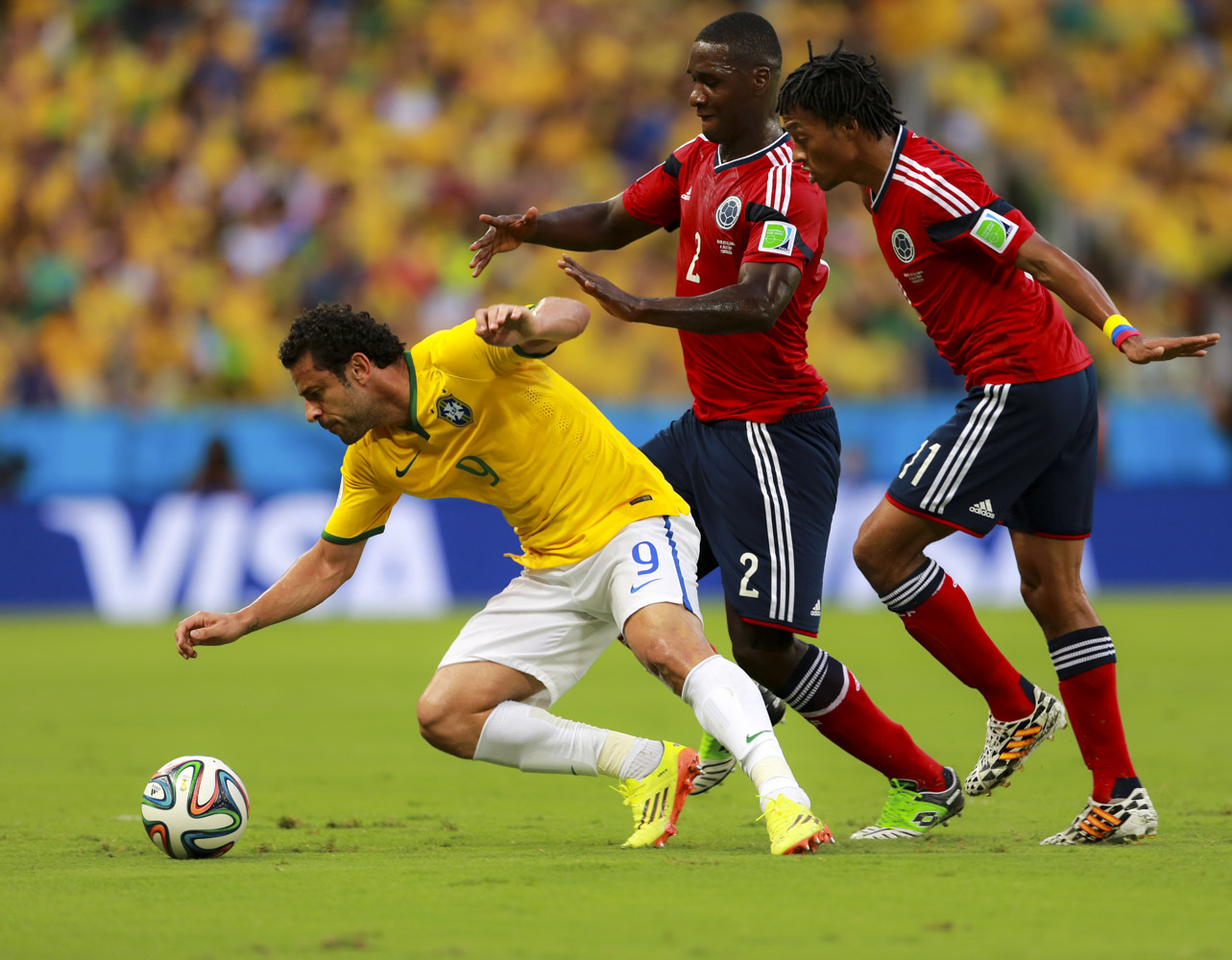
Fred y Cristian Zapata con Juan Guillermo Cuadrado de Colombia en los cuartos de final de la Copa Mundial de la FIFA 2014.

| Mundial                        | Sede     | Resultado        | Partidos | Goles |
| ------------------------------ | -------- | ---------------- | -------- | ----- |
| Copa Mundial de Fútbol de 2006 | Alemania | Cuartos de final | 1        | 1     |
| Copa Mundial de Fútbol de 2014 | Brasil   | Cuarto lugar     | 6        | 1     |

### Participaciones en Copa Confederaciones
| Copa                      | Sede   | Resultado | Partidos | Goles |
| ------------------------- | ------ | --------- | -------- | ----- |
| Copa Confederaciones 2013 | Brasil | Campeón   | 5        | 5     |

### Participaciones en Copa América
| Copa              | Sede      | Resultado        | Partidos | Goles |
| ----------------- | --------- | ---------------- | -------- | ----- |
| Copa América 2007 | Venezuela | Campeón          | 0        | 0     |
| Copa América 2011 | Argentina | Cuartos de final | 4        | 1     |

## Estadísticas

### Clubes
| Club | Div.          | Temporada     | Liga  | Liga  | Liga   | Regional(1) | Regional(1) | Regional(1) | Copas nacionales(2) | Copas nacionales(2) | Copas nacionales(2) | Torneos internacionales(3) | Torneos internacionales(3) | Torneos internacionales(3) | Total(4) | Total(4) | Total(4) | Media goleadora |
| Club | Div.          | Temporada     | Part. | Goles | Asist. | Part.       | Goles       | Asist.      | Part.               | Goles               | Asist.              | Part.                      | Goles                      | Asist.                     | Part.    | Goles    | Asist.   | Media goleadora |
| --- | ------------- | ------------- | ----- | ----- | ------ | ----------- | ----------- | ----------- | ------------------- | ------------------- | ------------------- | -------------------------- | -------------------------- | -------------------------- | -------- | -------- | -------- | --------------- |
| América Mineiro · Brasil | 2.ª           | 2003          | 19    | 7     | 3      | 10          | 10          | 2           | —                   | —                   | —                   | —                          | —                          | —                          | 29       | 17       | 5        | 0,59            |
| América Mineiro · Brasil | 2.ª           | 2004          | 7     | 2     | 0      | 12          | 12          | 3           | 3                   | 2                   | 0                   | —                          | —                          | —                          | 22       | 16       | 3        | 0,73            |
| América Mineiro · Brasil | Total club    | Total club    | 26    | 9     | 3      | 22          | 22          | 5           | 3                   | 2                   | 0                   | 0                          | 0                          | 0                          | 51       | 33       | 8        | 0,65            |
| Cruzeiro E. C. · Brasil | 1.ª           | 2004          | 24    | 14    | 3      | —           | —           | —           | —                   | —                   | —                   | 4                          | 2                          | 0                          | 28       | 16       | 3        | 0,57            |
| Cruzeiro E. C. · Brasil | 1.ª           | 2005          | 19    | 10    | 2      | 13          | 13          | 2           | 9                   | 14                  | 4                   | —                          | —                          | —                          | 41       | 37       | 8        | 0,90            |
| Olympique de Lyon Francia | 1.ª           | 2005-06       | 31    | 14    | 1      | —           | —           | —           | 5                   | 1                   | 1                   | 9                          | 2                          | 0                          | 45       | 17       | 2        | 0,38            |
| Olympique de Lyon Francia | 1.ª           | 2006-07       | 20    | 11    | 1      | —           | —           | —           | 5                   | 1                   | 0                   | 5                          | 2                          | 0                          | 30       | 14       | 1        | 0,47            |
| Olympique de Lyon Francia | 1.ª           | 2007-08       | 21    | 7     | 5      | —           | —           | —           | 6                   | 1                   | 0                   | 3                          | 0                          | 0                          | 30       | 8        | 5        | 0,27            |
| Olympique de Lyon Francia | 1.ª           | 2008-09       | 15    | 2     | 1      | —           | —           | —           | 1                   | 0                   | 0                   | 4                          | 2                          | 0                          | 20       | 4        | 1        | 0,20            |
| Olympique de Lyon Francia | Total club    | Total club    | 87    | 34    | 8      | 0           | 0           | 0           | 17                  | 3                   | 1                   | 21                         | 6                          | 0                          | 125      | 43       | 9        | 0,34            |
| Fluminense F. C. · Brasil | 1.ª           | 2009          | 20    | 12    | 1      | 4           | 3           | 0           | 6                   | 2                   | 2                   | 6                          | 5                          | 0                          | 36       | 22       | 3        | 0,6             |
| Fluminense F. C. · Brasil | 1.ª           | 2010          | 14    | 5     | 1      | 9           | 7           | 2           | 5                   | 6                   | 1                   | —                          | —                          | —                          | 28       | 18       | 4        | 0,64            |
| Fluminense F. C. · Brasil | 1.ª           | 2011          | 25    | 22    | 4      | 13          | 10          | 1           | —                   | —                   | —                   | 5                          | 2                          | 2                          | 43       | 34       | 7        | 0,79            |
| Fluminense F. C. · Brasil | 1.ª           | 2012          | 28    | 20    | 3      | 10          | 7           | 2           | —                   | —                   | —                   | 7                          | 3                          | 0                          | 45       | 30       | 5        | 0,67            |
| Fluminense F. C. · Brasil | 1.ª           | 2013          | 9     | 3     | 0      | 7           | 2           | 2           | 2                   | 0                   | 0                   | 7                          | 3                          | 1                          | 25       | 8        | 3        | 0,32            |
| Fluminense F. C. · Brasil | 1.ª           | 2014          | 28    | 18    | 6      | 11          | 5           | 0           | 5                   | 4                   | 2                   | 2                          | 0                          | 0                          | 46       | 27       | 8        | 0,59            |
| Fluminense F. C. · Brasil | 1.ª           | 2015          | 23    | 9     | 5      | 14          | 11          | 1           | 5                   | 2                   | 0                   | —                          | —                          | —                          | 42       | 22       | 6        | 0,52            |
| Fluminense F. C. · Brasil | 1.ª           | 2016          | 6     | 2     | 0      | 13          | 6           | 0           | 3                   | 3                   | 0                   | —                          | —                          | —                          | 22       | 11       | 0        | 0,50            |
| Atlético Mineiro · Brasil | 1.ª           | 2016          | 28    | 12    | 5      | —           | —           | —           | —                   | —                   | —                   | —                          | —                          | —                          | 28       | 12       | 5        | 0,43            |
| Atlético Mineiro · Brasil | 1.ª           | 2017          | 28    | 12    | 5      | 13          | 11          | 3           | 3                   | 1                   | 1                   | 6                          | 6                          | 1                          | 50       | 30       | 10       | 0,60            |
| Atlético Mineiro · Brasil | Total club    | Total club    | 56    | 24    | 10     | 13          | 11          | 3           | 3                   | 1                   | 1                   | 6                          | 6                          | 1                          | 78       | 42       | 15       | 0,54            |
| Cruzeiro E. C. · Brasil | 1.ª           | 2018          | 6     | 3     | 1      | 8           | 1           | 0           | —                   | —                   | —                   | 1                          | 0                          | 0                          | 15       | 4        | 1        | 0,27            |
| Cruzeiro E. C. · Brasil | 1.ª           | 2019          | 30    | 5     | 3      | 12          | 12          | 2           | 6                   | 0                   | 0                   | 5                          | 4                          | 0                          | 53       | 21       | 5        | 0,40            |
| Cruzeiro E. C. · Brasil | Total club    | Total club    | 79    | 32    | 9      | 33          | 26          | 4           | 15                  | 14                  | 4                   | 10                         | 6                          | 0                          | 137      | 78       | 17       | 0,57            |
| Fluminense F. C. · Brasil | 1.ª           | 2020          | 24    | 5     | 2      | 3           | 0           | 0           | 1                   | 0                   | 0                   | —                          | —                          | —                          | 28       | 5        | 2        | 0,17            |
| Fluminense F. C. · Brasil | 1.ª           | 2021          | 24    | 5     | 3      | 7           | 6           | 2           | 6                   | 2                   | 1                   | 9                          | 7                          | 2                          | 46       | 20       | 8        | 0.44            |
| Fluminense F. C. · Brasil | 1.ª           | 2022          | 7     | 2     | 0      | 7           | 0           | 0           | 2                   | 1                   | 1                   | 5                          | 0                          | 1                          | 21       | 3        | 2        | 0,14            |
| Fluminense F. C. · Brasil | Total club    | Total club    | 208   | 103   | 25     | 98          | 57          | 10          | 35                  | 20                  | 7                   | 41                         | 20                         | 6                          | 382      | 199      | 47       | 0,52            |
| Total carrera | Total carrera | Total carrera | 456   | 202   | 55     | 166         | 116         | 22          | 73                  | 40                  | 13                  | 78                         | 38                         | 7                          | 773      | 395      | 96       | 0,51            |
| (1) Incluye datos de la Primeira Liga (2016-17); Campeonato Mineiro (2003-19); Campeonato Carioca (2009-Act.). (2) Incluye datos de la Copa de la Liga de Francia / Copa de Francia (2005-08); Copa de Brasil (2004-Act.). (3) Incluye datos de la Liga de Campeones de la UEFA (2005-08); Copa Sudamericana (2004-14); Copa Libertadores (2011-19). (4) No incluye goles en partidos amistosos. |               |               |       |       |        |             |             |             |                     |                     |                     |                            |                            |                            |          |          |          |                 |

### Selección
| Selección | Temporada     | Amistosos | Amistosos | Amistosos | Sudamérica(1) | Sudamérica(1) | Sudamérica(1) | Mundial(2) | Mundial(2) | Mundial(2) | Total | Total | Total  | Media goleadora |
| Selección | Temporada     | Part.     | Goles     | Asist.    | Part.         | Goles         | Asist.        | Part.      | Goles      | Asist.     | Part. | Goles | Asist. | Media goleadora |
| --- | ------------- | --------- | --------- | --------- | ------------- | ------------- | ------------- | ---------- | ---------- | ---------- | ----- | ----- | ------ | --------------- |
| Absoluta · Brasil | 2005          | 2         | 2         | 0         | —             | —             | —             | —          | —          | —          | 2     | 2     | 0      | 1,00            |
| Absoluta · Brasil | 2006          | 4         | 1         | 1         | —             | —             | —             | 1          | 1          | 0          | 5     | 2     | 1      | 0,40            |
| Absoluta · Brasil | 2007          | 2         | 0         | 0         | —             | —             | —             | —          | —          | —          | 2     | 0     | 0      | 0,00            |
| Absoluta · Brasil | 2008          | —         | —         | —         | —             | —             | —             | —          | —          | —          | 0     | 0     | 0      | 0,00            |
| Absoluta · Brasil | 2009          | —         | —         | —         | —             | —             | —             | —          | —          | —          | 0     | 0     | 0      | 0,00            |
| Absoluta · Brasil | 2010          | —         | —         | —         | —             | —             | —             | —          | —          | —          | 0     | 0     | 0      | 0,00            |
| Absoluta · Brasil | 2011          | 5         | 1         | 1         | 4             | 1             | 0             | —          | —          | —          | 9     | 2     | 1      | 0,22            |
| Absoluta · Brasil | 2012          | 1         | 1         | 0         | —             | —             | —             | —          | —          | —          | 1     | 1     | 0      | 1,00            |
| Absoluta · Brasil | 2013          | 6         | 4         | 1         | —             | —             | —             | 5          | 5          | 1          | 11    | 9     | 2      | 0,82            |
| Absoluta · Brasil | 2014          | 3         | 1         | 1         | —             | —             | —             | 6          | 1          | 0          | 9     | 2     | 1      | 0,22            |
| Absoluta · Brasil | Total         | 23        | 10        | 4         | 4             | 1             | 0             | 12         | 7          | 1          | 39    | 18    | 5      | 0,46            |
| Total carrera | Total carrera | 23        | 10        | 4         | 4             | 1             | 0             | 12         | 7          | 1          | 39    | 18    | 5      | 0,46            |
| (1) Incluye los partidos de la Copa América (2011). (2) Incluye los partidos de la Copa FIFA Confederaciones (2013). |               |           |           |           |               |               |               |            |            |            |       |       |        |                 |

### Resumen estadístico
| Competición             | Partidos | Goles | Promedio | Asistencias | Promedio | Goles y asistencias | Promedio |
| ----------------------- | -------- | ----- | -------- | ----------- | -------- | ------------------- | -------- |
| Primera División        | 426      | 191   | 0,45     | 52          | 0,12     | 243                 | 0,57     |
| Segunda División        | 26       | 9     | 0,35     | 3           | 0,12     | 12                  | 0,46     |
| Regional                | 166      | 116   | 0,70     | 22          | 0,13     | 138                 | 0,83     |
| Copas nacionales        | 72       | 40    | 0,55     | 13          | 0,18     | 53                  | 0,73     |
| Torneos internacionales | 75       | 38    | 0,50     | 6           | 0,08     | 44                  | 0,58     |
| Selección absoluta      | 39       | 18    | 0,46     | 5           | 0,13     | 23                  | 0,59     |
| Total                   | 804      | 412   | 0,51     | 101         | 0,12     | 513                 | 0,63     |

### Hat-tricks
| 1  | 23 de febrero de 2003   | Raimundo Sampaio, Belo Horizonte          | América Mineiro - URT              |  | 6 - 1 | Campeonato Mineiro 2003     |
| 2  | 21 de junio de 2003     | Raimundo Sampaio, Belo Horizonte          | América Mineiro - CRB              |  | 4 - 1 | Campeonato Brasileño B 2003 |
| 3  | 2 de octubre de 2004    | Mineirão, Belo Horizonte                  | Cruzeiro - Ponte Preta             |  | 5 - 0 | Campeonato Brasileño 2004   |
| 4  | 16 de febrero de 2005   | Mineirão, Belo Horizonte                  | Cruzeiro - Sergipe                 |  | 7 - 0 | Copa de Brasil 2005         |
| 5  | 27 de febrero de 2005   | Raimundo Sampaio, Belo Horizonte          | América Mineiro - Cruzeiro         |  | 0 - 4 | Campeonato Mineiro 2005     |
| 6  | 11 de marzo de 2005     | Israel Pinheiro, Itabira                  | Valeriodoce - Cruzeiro             |  | 1 - 5 | Campeonato Mineiro 2005     |
| 7  | 18 de mayo de 2005      | Mineirão, Belo Horizonte                  | Cruzeiro - Baraúnas                |  | 5 - 0 | Copa de Brasil 2005         |
| 8  | 13 de mayo de 2006      | Gerland, Lyon                             | Olympique de Lyon - Le Mans FC     |  | 8 - 1 | Ligue 1 2005-06             |
| 9  | 22 de abril de 2010     | Maracaná, Río de Janeiro                  | Fluminense - Portuguesa            |  | 3 - 2 | Copa de Brasil 2010         |
| 10 | 3 de febrero de 2011    | Olímpico Nilton Santos, Río de Janeiro    | Fluminense - Duque de Caxias       |  | 3 - 1 | Campeonato Carioca 2011     |
| 11 | 13 de octubre de 2011   | Olímpico Nilton Santos, Río de Janeiro    | Fluminense - Coritiba FC           |  | 3 - 1 | Campeonato Brasileño 2011   |
| 12 | 16 de noviembre de 2011 | Olímpico Nilton Santos, Río de Janeiro    | Fluminense - Grêmio                |  | 5 - 4 | Campeonato Brasileño 2011   |
| 13 | 20 de noviembre de 2011 | Orlando Scarpelli, Florianópolis          | Figueirense - Fluminense           |  | 0 - 4 | Campeonato Brasileño 2011   |
| 14 | 11 de febrero de 2016   | Claúdio Moacir de Azevedo, Río de Janeiro | Madureira - Fluminense             |  | 3 - 3 | Campeonato Carioca 2016     |
| 15 | 19 de febrero de 2017   | Mineirão, Belo Horizonte                  | Atlético Mineiro - América Mineiro |  | 4 - 1 | Campeonato Mineiro 2017     |
| 16 | 13 de abril de 2017     | Raimundo Sampaio, Belo Horizonte          | Atlético Mineiro - Sport Boys      |  | 5 - 2 | Copa Libertadores 2017      |
| 17 | 31 de marzo de 2019     | Raimundo Sampaio, Belo Horizonte          | América Mineiro - Cruzeiro         |  | 2 - 3 | Campeonato Mineiro 2019     |
| 18 | 10 de abril de 2019     | Mineirão, Belo Horizonte                  | Cruzeiro - Huracán                 |  | 4 - 0 | Copa Libertadores 2019      |

## Palmarés

### Títulos regionales
| Título             | Club             | Estado         | Año  |
| ------------------ | ---------------- | -------------- | ---- |
| Taça Guanabara     | Fluminense F. C. | Río de Janeiro | 2012 |
| Campeonato Carioca | Fluminense F. C. | Río de Janeiro | 2012 |
| Campeonato Mineiro | Atlético Mineiro | Minas Gerais   | 2017 |
| Campeonato Mineiro | Cruzeiro E. C.   | Minas Gerais   | 2018 |
| Campeonato Mineiro | Cruzeiro E. C.   | Minas Gerais   | 2019 |
| Taça Guanabara     | Fluminense F. C. | Río de Janeiro | 2022 |
| Campeonato Carioca | Fluminense F. C. | Río de Janeiro | 2022 |

### Títulos nacionales
| Título          | Club              | País    | Año  |
| --------------- | ----------------- | ------- | ---- |
| Ligue 1         | Olympique de Lyon | Francia | 2006 |
| Ligue 1         | Olympique de Lyon | Francia | 2007 |
| Copa de Francia | Olympique de Lyon | Francia | 2008 |
| Ligue 1         | Olympique de Lyon | Francia | 2008 |
| Serie A         | Fluminense F. C.  | Brasil  | 2010 |
| Serie A         | Fluminense F. C.  | Brasil  | 2012 |
| Copa de Brasil  | Cruzeiro E. C.    | Brasil  | 2018 |

### Títulos internacionales
| Título               | Selección           | Sede      | Año  |
| -------------------- | ------------------- | --------- | ---- |
| Copa América         | Selección de Brasil | Venezuela | 2007 |
| Copa Confederaciones | Selección de Brasil | Brasil    | 2013 |

### Distinciones individuales
| Distinción                                          | Año  |
| --------------------------------------------------- | ---- |
| Máximo goleador del Campeonato Mineiro (13 goles)   | 2005 |
| Máximo goleador del Campeonato Carioca (10 goles)   | 2011 |
| Máximo goleador del Campeonato Brasileño (20 goles) | 2012 |
| Bota de Plata en la Copa FIFA Confederaciones       | 2013 |
| Máximo goleador del Campeonato Brasileño (18 goles) | 2014 |
| Máximo goleador del Campeonato Carioca (11 goles)   | 2015 |
| Máximo goleador del Campeonato Brasileño (14 goles) | 2016 |
| Máximo goleador del Campeonato Mineiro (10 goles)   | 2017 |
| Máximo goleador del Campeonato Mineiro (12 goles)   | 2019 |